# Born to Die (píseň)
Born to Die je píseň od americké zpěvačky a skladatelky Lany Del Rey. Byla vydána dne 22. prosince 2011 jako druhý singl z jejího stejnojmenného druhého studiového alba Born to Die. Napsala ji sama Lana Del Rey společně s Justinem Parkerem. Produkce se ujal sám Parker a Emile Haynie. Stejně jako Lanin předešlý singl „Video Games“ sklidil i tento singl velmi pozitivní kritiky.

## Hudební video
Video režíroval Yoann Lemoine. Jedná se o Lanin první profesionálně natočený videoklip. Natáčel se ve Francii na zámku ve Fontainebleau. Stejně jako píseň, tak i video se dočkalo kladné odezvy.

## Hudební příčky
| Žebříček (2011)                              | Nejvyšší umístění |
| -------------------------------------------- | ----------------- |
| Austrálie (ARIA Charts)                      | 34                |
| Belgie (Ultratop 50 Flanders)                | 14                |
| Belgie (Ultratop 50 Wallonia)                | 10                |
| Dánsko (Tracklisten)                         | 7                 |
| Finsko (Suomen virallinen lista)             | 13                |
| Francie (SNEP)                               | 13                |
| Německo (Media Control Charts)               | 29                |
| Česko (IFPI)                                 | 45                |
| Chorvatsko (Airplay Radio Chart)             | 3                 |
| Irsko (IRMA)                                 | 12                |
| Itálie (FIMI)                                | 15                |
| Izrael (Media Forest)                        | 8                 |
| Jižní Korea (Gaon)                           | 8                 |
| Nizozemsko (Mega Single Top 100)             | 89                |
| Rakousko (Ö3 Austria Top 40)                 | 10                |
| Portugalsko (Billboard Portugal)             | 9                 |
| Skotsko (Official Charts Company)            | 10                |
| Slovensko (IFPI)                             | 53                |
| Španělsko (PROMUSICAE)                       | 41                |
| Švédsko (Sverigetopplistan)                  | 59                |
| Švýcarsko (Schweizer Hitparade)              | 13                |
| Spojené království (Official Charts Company) | 9                 |
| USA (Billboard Rock Digital Singles)         | 31                |